# Гречана (Старосинявский район)
Гречана (укр. Гречана) — село в Старосинявском районе Хмельницкой области Украины.
Население по переписи 2001 года составляло 611 человек. Почтовый индекс — 31415. Телефонный код — 3850. Занимает площадь 1,604 км². Код КОАТУУ — 6824485502.

## Местный совет
31414, Хмельницкая обл., Старосинявский р-н, с. Пасечная